# Ptolemaeus VI Philometor
Ptolemaeus VI Philometor (+/- 191 - 145 v.Chr.) was
koning van Egypte van 180 t/m 145 v.Chr..
Hij was een jaar of elf toen hij zijn vader Ptolemaeus V Epiphanes opvolgde en regeerde gezamenlijk met zijn moeder Cleopatra I tot zij stierf in 176 v.Chr.. Het jaar daarna trouwde hij met zijn zuster Cleopatra II.
In 170 v.Chr. begon Antiochus IV de zesde Syrische oorlog en viel tweemaal Egypte binnen. Hij werd zelfs als koning van Egypte gekroond maar de senaat van Rome dwong hem de titel weer op te geven. Daarna werd van 169-164 v.Chr. het land gezamenlijk geregeerd door Ptolemaeus VI, zijn zuster-eega Cleopatra en een jongere broer Ptolemaeus VIII. Ptolemaeus VI werd in 164 v.Chr. door zijn jongere broer van de troon gestoten en ging naar Rome waar hij de steun van Cato verwierf. Hij werd daardoor weer op de troon hersteld maar de Alexandrijnen kwamen in opstand tegen hem. Hij sloeg de rebellie wreed neer en wist daardoor de troon te behouden.

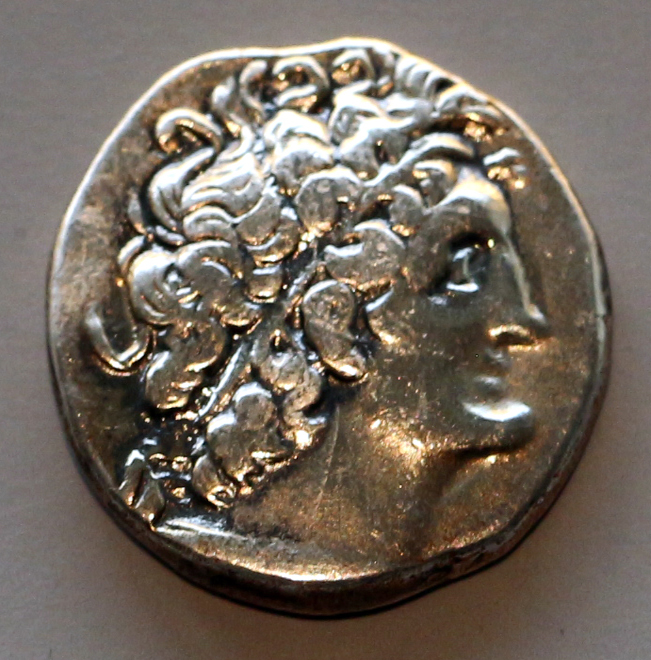
Zilveren tetradrachme met afbeelding van Ptolemaeus VI Philometor
Art Institute of Chicago

In een poging de grenzen met Syrië veilig te stellen, arrangeerde Ptolemaeus een huwelijk tussen zijn dochter Cleopatra Thea en Alexander Balas, toen deze koning van Syrië werd (150 v.Chr.). Toen het draagvlak voor Alexander in Syrië echter snel afbrokkelde, trok Ptolemaeus zijn steun aan Alexander in en gaf hij zijn dochter tot vrouw aan Demetrius II Nicator. Ptolemaeus sneuvelde in Syrië in een gewapend treffen met de troepen van Alexander Balas.